# Московський лісозаготівельний ВТТ
Московський лісозаготівельний ВТТ ( МОСКОВСКИЙ ЛЕСОЗАГОТОВИТЕЛЬНЫЙ ИТЛ, Мослеслаг) — підрозділ, що діяв в структурі Головного управління виправно-трудових таборів Народного комісаріату внутрішніх справ СРСР (ГУЛАГ НКВД).

## Історія
Організований 19.01.45 на базі Ухринського лісозаготівельного р-ну Волгобуду відповідно до Постанови ДКО 7041с від 01.12.44 про заготівлю та вивезення дров до сплаву в навігацію 1945 для потреб НКВС СРСР в м. Москві.
Була побудована вузькоколійна залізниця, яка відновилася до Ухринського лісопункту Даниловського ліспромгоспу.
Основним видом робіт ув'язнених були лісозаготівлі для потреб НКВС СРСР в Москві. Чисельність з/к:
- 01.03.45 — 2518,
- 01.12.45 — 4426.

Ліквідований 07.09.46 у зв'язку з повним використанням лісосічного фонду в р-ні діяльності Мосласлагу з передачею всього господарства Волзькому ВТТ, з/к I та II категорій і фахівців усіх категорій — БУРЕПОЛОМСКОМУ ВТТ, з/к III і IV категорій — Волголагу.